# Patrick Michael Grundy
Patrick Michael Grundy  (* 16. November 1917 in Yarmouth (Isle of Wight); † 4. November 1959) war ein britischer Mathematiker.

## Leben
Grundy ging mit einem Stipendium auf das Malvern College und erhielt dort drei Mathematikpreise. Ab 1936 studierte er Mathematik an der University of Cambridge (Clare College), erhielt Bestnoten im zweiten Teil der Tripos und eine Auszeichnung in Teil 3. Anschließend wurde er 1939 Forschungsstudent in Algebraischer Geometrie und Kommutativer Algebra bei William Vallance Douglas Hodge. 1941 erhielt er den Smith-Preis für seinen Essay The Theory of R-Modules. 1942 wurde er Mitglied der London Mathematical Society und 1943 Assistant Lecturer an der University of Hull. Da ihm Vorlesungen nicht lagen gab er das 1944 auf. 1945 wurde er in Cambridge promoviert.
Nach dem Zweiten Weltkrieg wandte er sich der Statistik zu und lernte diese an der Rothamsted Experimental Station mit einem Stipendium des britischen Landwirtschaftsministeriums. Nach dem Abschluss im Jahr 1949 wurde er dort angestellt als Experimental Officer und 1951 zum Senior Experimental Officer befördert. 1954 bis 1958 war er Statistiker am National Institute for Educational Research. Kurz vor seinem Tod war er an der Forschungsgruppe für Biometrie in Oxford. Anfang 1959 heiratete er. Er starb im November 1959 bei einem Unfall.
Er ist bekannt für Beiträge zur Kombinatorischen Spieltheorie. 1939 bewies er unabhängig von Roland Sprague den Satz von Sprague-Grundy. Verschiedene Konzepte, die in der Analyse solcher kombinatorischen Spiele (impartial games, neutrale Spiele) eine Rolle spielen (Grundy-Zahl, Grundy-Funktion) sind nach ihm benannt.
Zu seinen einflussreichen statistischen Arbeiten gehört Economic choice of the amount of experimentation von 1956 mit D.H. Rees und M.J.R. Healy (* 1923).

## Schriften
Außer den im Text oder in den Fußnoten zitierten Arbeiten:
- A generalisation of additive ideal theory, Proceedings of the Cambridge Philosophical Society, Band 38, 1942: 241–79
- mit R. S. Scorer, C. A. B. Smith: Some binary games, Mathematical Gazette, Band 28, 1944: 96–103
- On integrally dependent Integral domains, Philosophical Transactions of the Royal Society of London, A, 240, 1947, S. 295–326
- mit C. A. B. Smith: Disjunctive games with the last player losing, Proc. Cambridge Philosophical Society, Band 52, 1956, S. 527–533, doi:10.1017/S0305004100031510